# Chuột chù Latona
Chuột chù Latona, tên khoa học Crocidura latona, là một loài động vật có vú trong họ Chuột chù, bộ Soricomorpha. Loài này được Hollister mô tả năm 1916. Chúng là loài đặc hữu của Cộng hòa Dân chủ Congo.